# Olivier Nsengimana
Olivier Nsengimana ist ein ruandischer Veterinärmediziner und Umweltschützer, der sich für den Schutz des stark gefährdeten Südafrika-Kronenkranichs (Balearica regulorum) einsetzt.

## Leben und Karriere

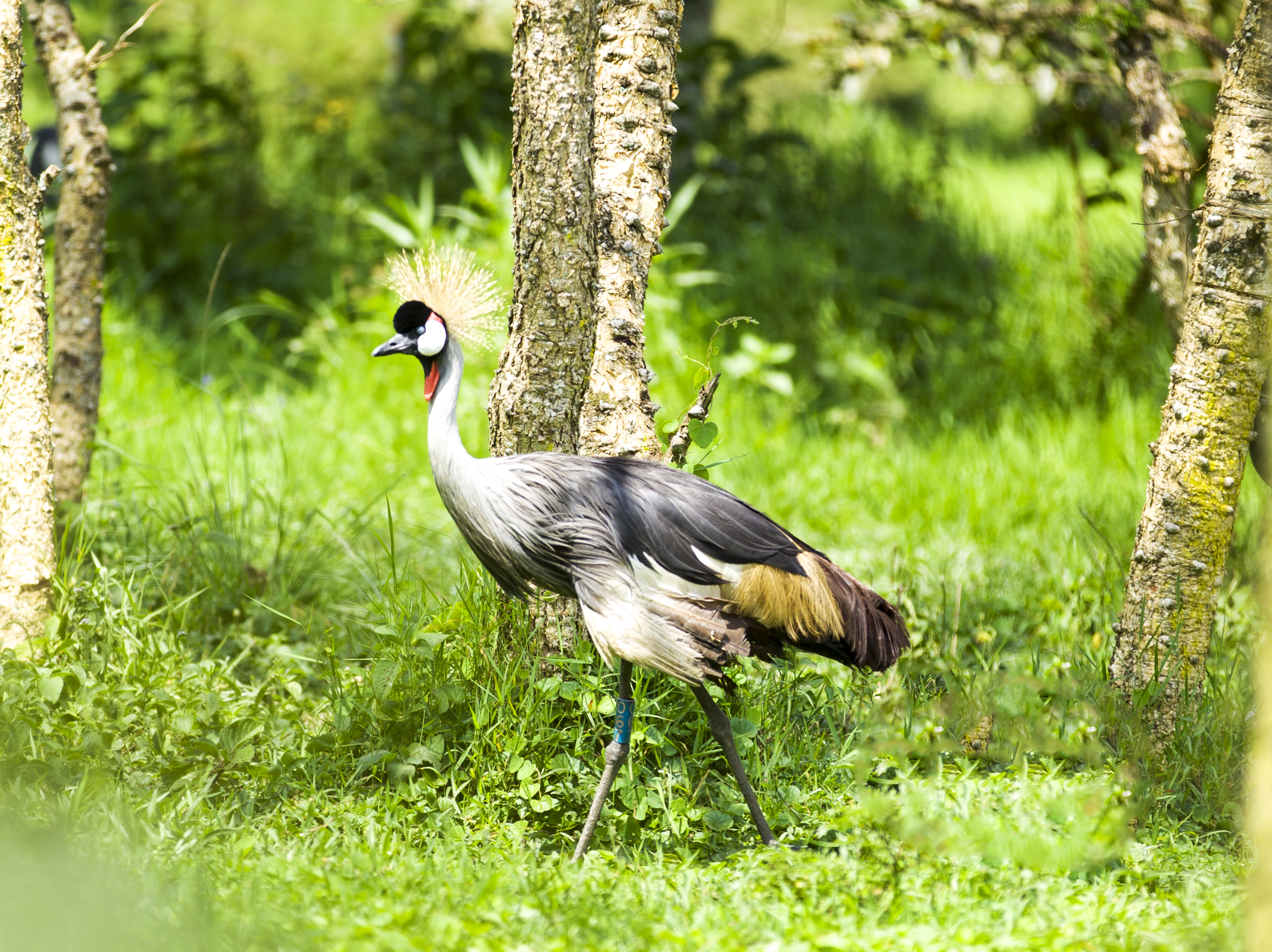
Südafrika-Kronenkranich im renaturierten Umusambi Village (2021)

Nsengimana studierte Veterinärmedizin und Naturschutzmedizin an der Universität Edinburgh. Nach seinem Abschluss arbeitete er als Veterinärarzt für die gemeinnützige Organisation Gorilla Doctors, die die Östlichen Gorillas in Ruanda, Uganda und der Demokratischen Republik Kongo beobachtet und bei Bedarf eingreift.
2015 gründete Nsengimana die Naturschutzorganisation Rwanda Wildlife Conservation Association (RWCA) zum Schutz des Südafrika-Kronenkranichs (Balearica regulorum ), den er als „Superheld“ seiner Kindheit bezeichnet. Die von der IUCN („Weltnaturschutzorganisation“) als stark gefährdet eingestufte Kranichart steht in Ruanda für Wohlstand und Langlebigkeit. Sie wurde daher gerne in Hotel- und Privatgärten als Statussymbol gehalten. Nach einer Medienkampagne der RWCA in Zusammenarbeit mit der ruandischen Regierung, die über die Bestandssituation der Kraniche aufklärte und den Haltern Amnestie versprach, konnten 242 Vögel aus den Privathaltungen befreit und in der Folge über 100 der Tiere wieder im Akagera-Nationalpark ausgewildert werden. Einige Kraniche, die wegen Verletzungen durch die Halter, die sie am Wegfliegen hindern sollten, nicht ausgewildert werden konnten, wurden von der RWCA im Umusambi Village, einem renaturierten Feuchtgebiet im Osten Kigalis untergebracht. Seit 2017 wird in Ruanda jährlich eine Bestandsaufnahme aus der Luft durchgeführt. Der Wildbestand der Kraniche im Land konnte sich demnach von 487 im Jahr 2017 auf Stand 2023 über 1200 Tiere erholen. Die RWCA erweiterte ihre Arbeit zudem auf weitere Arten wie Fledertiere, Graupapageien und Sumpfantilopen, weitere Aufklärungsarbeit in Schulen, Dörfern und Medien sowie den Einsatz von Wildhütern.
Am 30. April 2025 wurde Nsengimana der auf umgerechnet rund 118.000 Euro dotierten Whitley Gold Award an der Royal Geographical Society überreicht. Er gab an, mit dem Geld die transnationale Zusammenarbeit im Kranichschutz mit Uganda, Tansania und Burundi zu verstärken. Es wird bereits mit Organisationen wie der International Crane Foundation (ICF), NatureUganda, Nature Tanzania und der Association Burundaise pour la protection de la Nature (ABN) zusammengearbeitet.

## Auszeichnungen und Nominierungen
- 2014 Rolex-Preis für Unternehmungsgeist[11]
- 2016 Tusk Conservation Awards (Finalist)[1]
- 2017 National Geographic/Buffett Award für seine „Führungsrolle im Naturschutz in Afrika“[1]
- 2018 Whitley Award[1]
- 2019 Future for Nature Award[1]
- 2020 McKenna-Travers Award for Compassionate Conservation[1]
- 2023 Ashoka fellowship[12]
- 2025 Whitley Gold Award[10][4]